# Henri Lozé
Henri Lozé, né le 20 janvier 1850 au Cateau-Cambrésis  et mort le 26 janvier 1915 à Paris 8e, est un haut fonctionnaire et homme politique français.

## Biographie
Il fait ses études au collège Sainte-Barbe à Paris, obtient une licence en droit et devient avocat à la cour d’appel de Paris. 
Sous-préfet de Commercy (21 février 1877), il est remplacé le 14 mai 1877, puis nommé de nouveau le 30 décembre 1877. Il est ensuite sous-préfet à Béthune (12 janvier 1880) puis à Brest (30 mars 1881). 

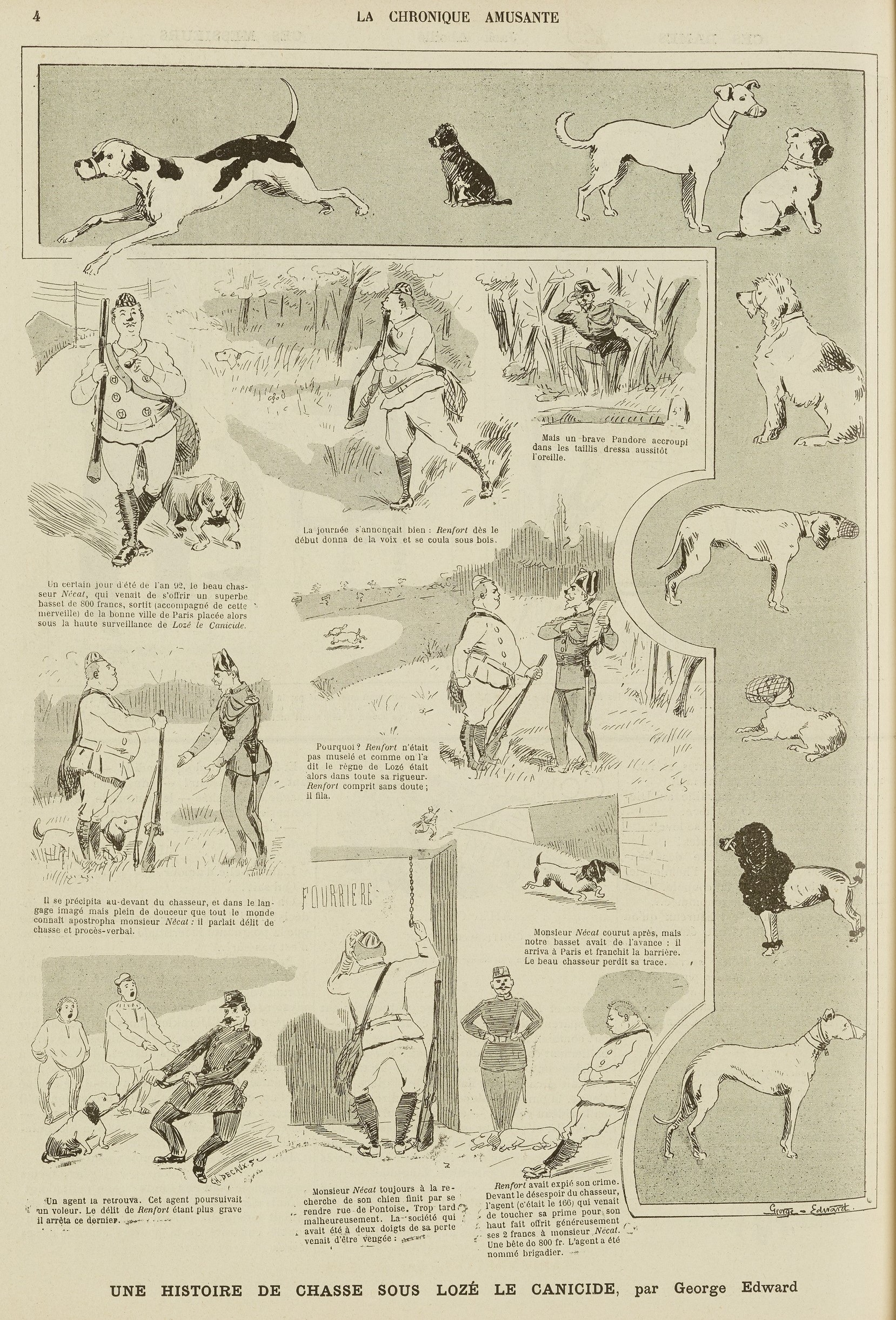
George Edward, Une histoire de chasse sous Lozé le canicide, La Chronique amusante, 13 octobre 1892.

Il est préfet du Cantal en 1884, puis secrétaire général de la préfecture de police de Paris (25 avril 1885). 
Préfet de la Somme (11 novembre 1886) puis préfet de police de Paris (10 mars 1888), il démissionne le 11 juillet 1893, à la suite des émeutes après la mort du jeune Antoine Nuger, simple témoin d'une manifestation estudiantine réprimée trop brutalement par la police, le 1er juillet, au Quartier latin. Pour lutter contre la rage, il prend des mesures de lutte contre les chiens errants qui le font surnommer le préfet canicide,. Il est remplacé par Louis Lépine.
Il est nommé ambassadeur de France à Vienne le 13 novembre 1893.
Il est ensuite nommé gouverneur général de l’Algérie le 28 septembre 1897 et mis à la disposition du ministère de l’Intérieur le 10 octobre 1897.
Chargé de mission le 1er janvier 1902 il est mis en disponibilité le 1er mars 1902.
Aux élections législatives de 1902, il se présente dans la 2e circonscription de Cambrai. En deuxième position à l'issue du premier tour de scrutin derrière Lefebvre, il bénéficie alors du désistement des autres candidats, ce qui lui permet de l'emporter au second tour avec 12.619 voix sur 22.375 votants.
Le 3 juillet 1905, il vote contre le projet de loi de séparation des Églises et de l'État.
Henri Lozé se présente aux élections sénatoriales du 7 janvier 1906. Il est élu au troisième tour par 1.217 voix contre 1.163 à Charles Debierre, son principal adversaire, sur 2.442 votants.
Il mourut à Paris le 26 janvier 1915.

## Distinctions
- Officier d'académie : 22 juillet 1879,
- Officier de l'Instruction publique : 29 mai 1884,
- Commandeur de la Légion d'honneur par décret du 31 mars 1891[5].

## Sources
- René Bargeton, Dictionnaire biographique des préfets : septembre 1870 à mai 1982, Paris, Archives nationales, 1994.
- Jean-Marc Berlière, L'institution policière sous la IIIe République,  thèse, Dijon, 1991
- Jean-Baptiste Duroselle, Clemenceau, Paris, ed. Fayard, 1988, p. 358.
- Gaston Falaricq, Trente ans dans les rues de Paris, p. 78-153, ed.  Perrin, 1934
- Bernard Hautecloque, Juillet 1893, le Mai 68 de la III° République, Paris, éditions du Félin, 2020, p.58-60, 90 et suivantes.
- Pierre Miquel, La main courante : Les archives indiscrètes de la police parisienne 1900-1945, p. 21-36, Paris, ed. Albin Michel, 1997
- « Henri Lozé », dans le Dictionnaire des parlementaires français (1889-1940), sous la direction de Jean Jolly, PUF, 1960 [détail de l’édition]